# Develop
Develop ist eine Marke der Konica Minolta Business Solutions Europe GmbH für Systeme, Software und Dienstleistungen zur Dokumentation und zum Dokumentenmanagement. Das ehemals selbständige Unternehmen war bis 2012 eine Tochter des 28.500 Mitarbeiter starken Geschäftsbereichs Business Technologies der Konica Minolta Holdings, Inc. mit Sitz in Tokio, Japan. Develop verfügte über 300 autorisierte Vertragshändler in Deutschland sowie ein internationales Vertriebsnetz aus unabhängigen Distributoren und Fachhändlern in mehr als 60 Ländern. Seit 2012 wird der Name Develop als Marke verwendet, ohne ein eigenständiges Unternehmen zu sein. Wesentliche Teile wurden in die Konica Minolta Business Solutions Deutschland GmbH integriert.

## Geschichte

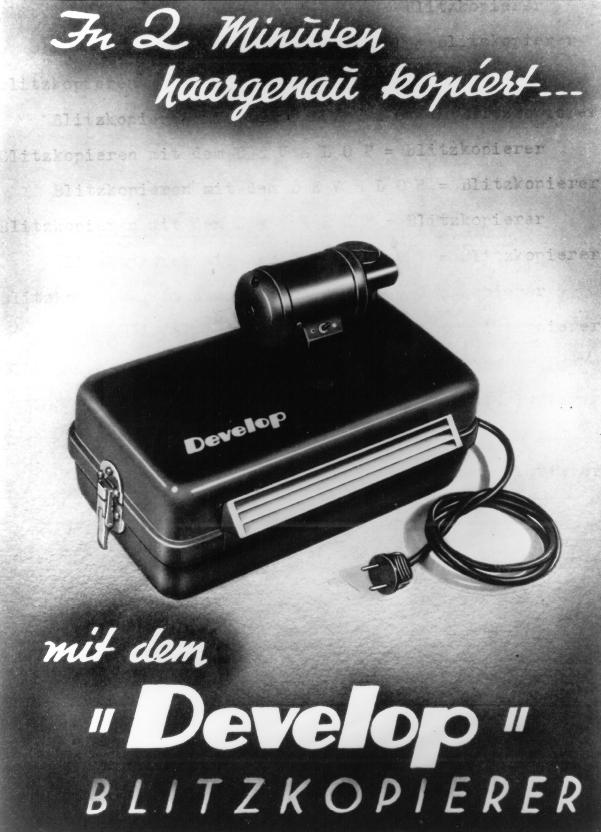
Develop Blitzkopierer

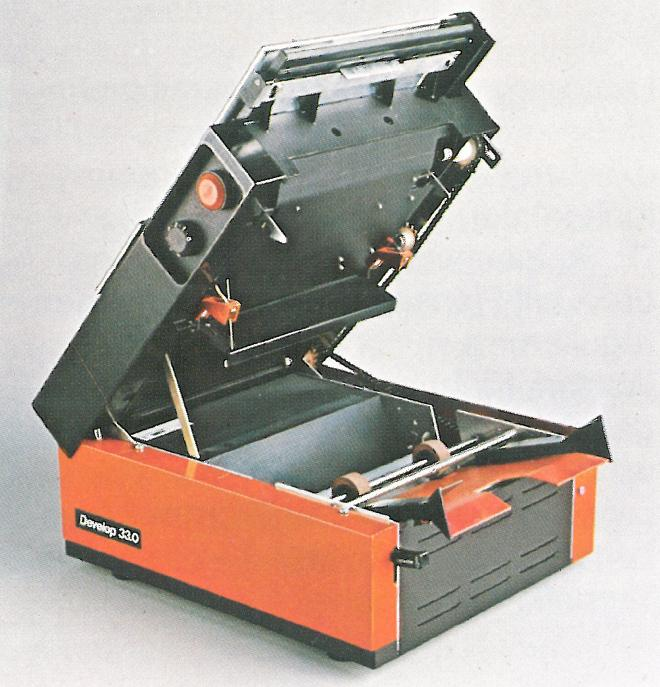
Develop 330, der „Volkskopierer“

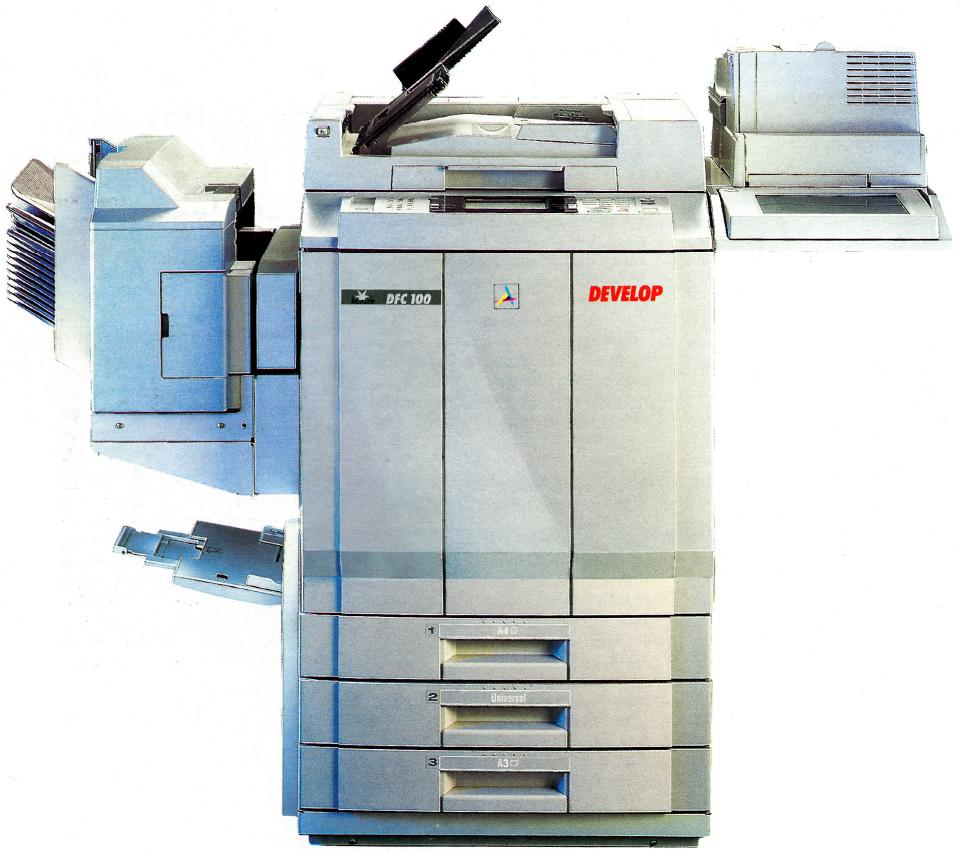
DFC 100 (Develop Full Colour)

1948 gründeten Walter Eisbein, Konrad Kral und Arno Lippinghoff die Develop KG Dr. Eisbein & Co. Produziert wurde anfangs in Stuttgart-Zuffenhausen, 1962 zog das Unternehmen in die Dieselstraße nach Gerlingen um.
Ein entscheidendes Produkt war der Blitzkopierer Develop D 10, der erste sogenannte „Trockenkopierer“, damals eine Weltneuheit. Nach Vorarbeiten von Agfa und Gevaert war der Develop Blitzkopierer einer der ersten in der Breite nutzbaren Büro-Kopierer. Seit dem Jahr 1949 nutzte Develop das Diffusionsverfahren, eine bereits 1938 bei Agfa und Gevaert unabhängig voneinander entwickelte Methode. Dieses vereinfachte photographische Verfahren ermöglichte es, erstmals bei Tageslicht und ohne Fixierprozeß zu arbeiten, neben der Nutzung bei Fotokopien diente es auch als Grundlage für die Sofortbildkamera.
Das neue Verfahren fand in den 1950er Jahren schnell weltweite Verbreitung, nicht zuletzt durch Lizenzvergabe des „Eisbeinpatents“ an 17 weitere Hersteller. Außerdem wurden die ersten Werbeaufnahmen für den „Blitzkopierer“ und den „Develop Kombi“ „Zwei Minuten für eine Kopie“ gemacht.
In den 1960er und 1970er Jahren wurde erstmals die Elektrostatik in der Kopiertechnik genutzt, Develop war damals der einzige Hersteller, der Geräte aller Verfahren anbot: Diffusion, Elektrostatik, Dual-Spectral und Offsetdruck.
1976 wurde die Develop 330, auch genannt „Volkskopierer“, vorgestellt. Der kleine, automatische Arbeitsplatzkopierer verdankte seinen Namen der großen Beliebtheit und seinem Verkaufserfolg.
Im Jahre 1981 entwickelte die Firma mit der Develop 10 den damals kleinsten Kopierer der Welt und erhielt sechs internationale Preise für das Design. Develop unterzeichnete einen Partnerschaftsvertrag mit Minolta und produzierte fortan alle kleinen und mittelgroßen Maschinen für den europäischen Markt.
1982 ließ sich Develop in der Stadt Meßkirch nach der Schließung des dortigen Zweigwerks von Dual ansiedeln. Die Niederlassung beschäftigte 50 der ehemals 270 Arbeitnehmer weiter. Nachdem Minolta bei Develop eingestiegen war, begann hier am 1. Juli 1986 die Produktion von EP50-Kopierern, welche auch als Develop 200 angeboten wurden; monatlich sollten 3000 Stück hergestellt werden. Die Develop 100 kam auf den Markt, weit über 100.000 Geräte wurden produziert, und auch als Minolta EP30, Rank Xerox 5007 und Agfa Copydesk vertrieben.
In den 1990er Jahren wurde das Unternehmen vollständig von Minolta übernommen und als Develop GmbH zu einer Service- und Vertriebstochter mit 120 Angestellten umgebaut. Mit der D 3000iD erschien Develops erster digitaler Schwarz/Weiß-Kopierer, ein Jahr später folgte das erste Digitalgerät in Farbe, die DFC 100 (Develop Full Colour).
2003 erfolgte die Fusion von Minolta und Konica zu Konica Minolta mit über 20.500 Mitarbeitern und die Develop GmbH verlegte ihren Firmensitz von Gerlingen nach Langenhagen bei Hannover. Develop war somit vollständige Tochter der Konica Minolta Business Solutions Europe GmbH. Im Oktober 2012 gingen die Geschäftsaktivitäten der Develop GmbH auf die Konica Minolta Business Solutions Europe GmbH und die Konica Minolta Business Solutions Deutschland GmbH über.

## Produktbereiche
Develop vertreibt heute netzwerkfähige Systeme für den Gebrauch in Büroumgebungen, sowie Systeme für Verbraucher mit mittelgroßem Druckvolumen, wie Copyshops/Werbeagenturen und weiterhin Produktionssysteme für Druckereien. Darüber hinaus werden Softwarelösungen zum Druck-, Dokumenten-, Kosten- sowie zum Systemmanagement angeboten.